# ふれあいパル

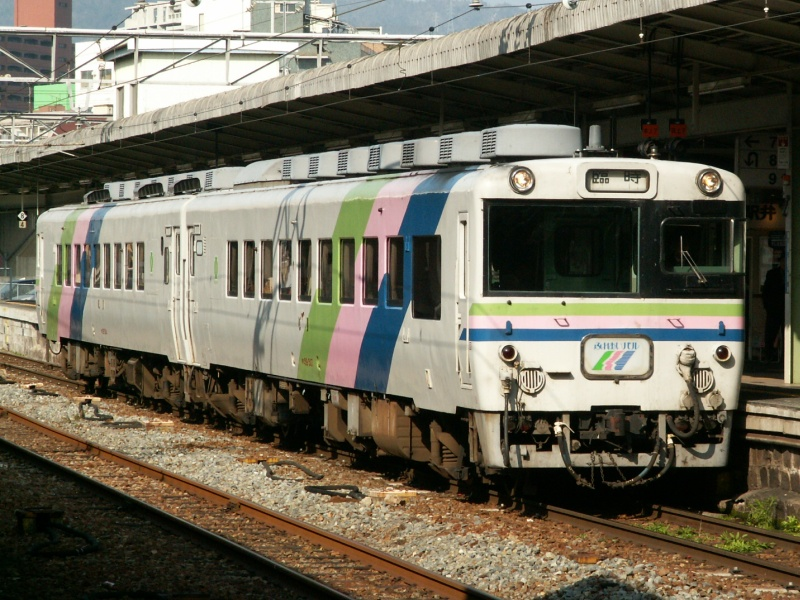
ふれあいパル。手前はキロ59 507、奥はキロ29 504

ふれあいパルは、日本国有鉄道（国鉄）および西日本旅客鉄道（JR西日本）が1986年（昭和61年）から2007年（平成19年）まで保有していた鉄道車両（気動車）で、ジョイフルトレインと呼ばれる車両の一種である。

## 改造の経緯
広島鉄道管理局ではジョイフルトレインとして従来12系客車改造のお座敷列車旅路および20系客車改造の「ホリデー・パル」を保有していた。「ふれあいパル」はこれらの車両とは異なり、小口団体の輸送に適し、本線支線、電化非電化を問わずどのような路線でも機動的な運用ができる列車とすることを目的として、キハ58系気動車を改造した2両編成とされた。改造工事は幡生車両所により実施されている。
全体的なイメージは洋風としながらも、日本人の感覚を重視し、絨毯敷きの掘りごたつ式の車内構造とされている。
愛称の「ふれあいパル」は一般公募によるもので、2,000通以上の中から選定された。

## 編成
以下の2両編成で構成される。車両番号の横の（ ）内は旧車両番号。2両とも定員は36名で、グリーン車扱いである。
- キロ29 504（キハ28 2431）
- キロ59 507（キハ58 1134）

## 構造

### 車体
「ふれあいパル」では景観を重視して前面に展望コーナーを設けたため、車体の改造内容はこれに伴うものが中心である。
車体前面では貫通扉と助士席側（前方から見て左側）の前面窓をふさぎ、その跡に縦950mm×横1,620mmの大きな窓を設け、前面中央下部には専用のヘッドマークを設置している。
側面では前位の出入口扉と戸袋窓がふさがれている。その跡の部分については、運転室と反対側の展望コーナー側には縦920mm×横1,600mmの大きな1枚固定窓を設けている。運転室後方の側ではサービス機器を設置しているため窓は設けられていない。また荷物棚やリネン室などを設置したため最後部の客室窓1枚もふさがれている。これ以外の窓部分は特に手を加えられていない。
車体塗装は若々しさと軽快さを基調としてデザインされている。車体の地色は灰色9号とし、側面では黄緑6号、ピンク色（ローズオルタンシャ、国鉄標準外）、青20号の3色の帯を右上から左下に向かって配している。前面では側面と同じ3色の帯を窓下部に水平に配している。
なお2両とも車体の改造内容は同一であるが、改造された車両のもともとの構造の関係で、キロ29 504は運転室前面窓が平面で前面下部にはスカートがなく、キロ59 507は運転室前面窓が側面まで回りこんだパノラミックウインドウで前面下部にスカートが付いている。

### 車内

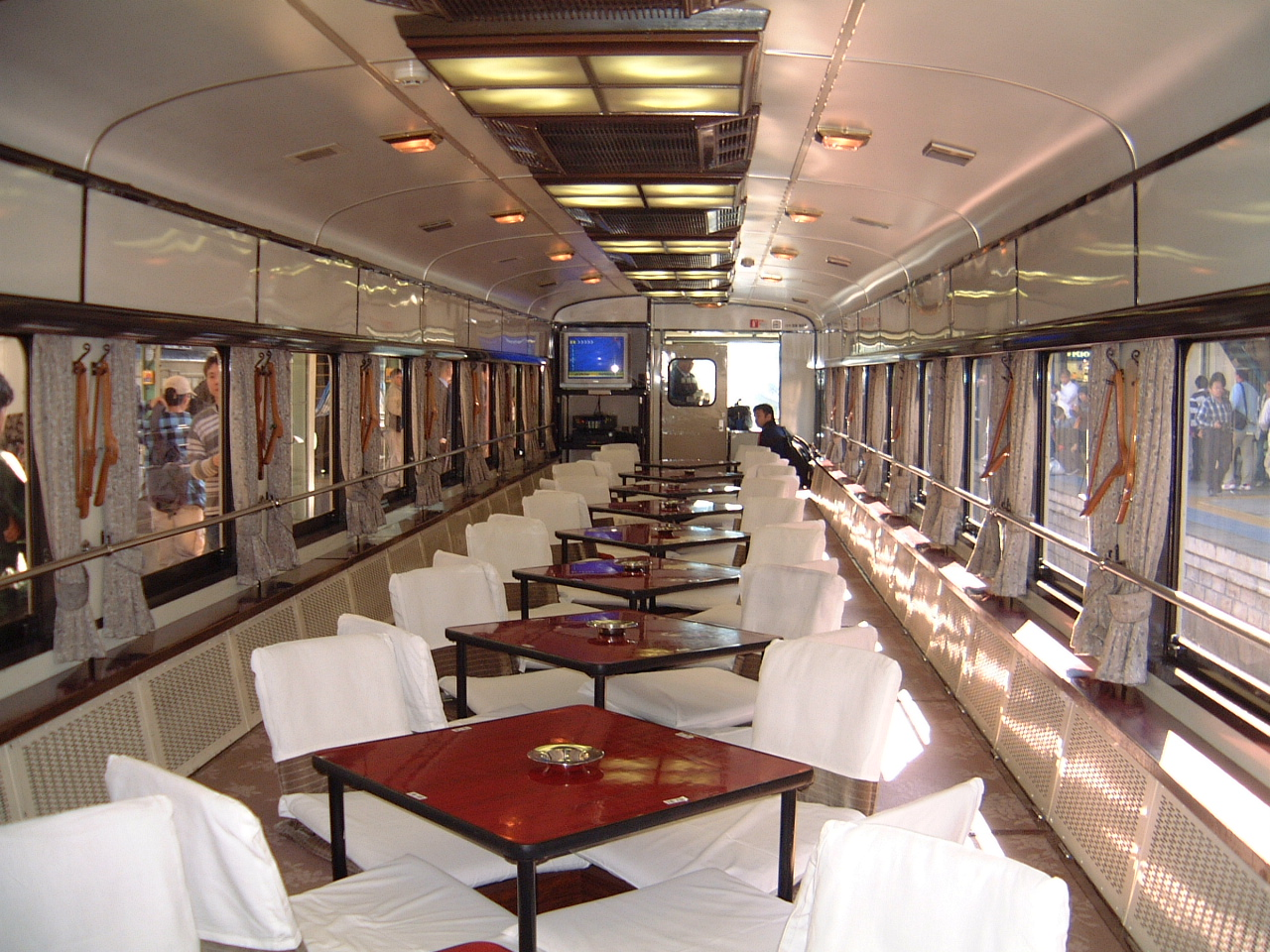
車内

客室は洋風感覚に日本風感覚を取り入れた全面絨毯敷きの掘りごたつとなっており、このために客室の床は通路部分を除いて従来より330mmかさ上げされている。掘りごたつは1両に9か所設置し、1か所につき4脚の座椅子と1脚のテーブルを置いている。またテーブルと座椅子を取り外し、掘りごたつにふたをして客室床を完全にフラットにすることも可能となっている。また窓ガラスはスモークガラスに、カーテンは横引き式に取り替えられ、照明装置は従来の蛍光灯に代わり大形の正方形の室内灯を冷風吹出口の間に設置している。
運転室の横には展望コーナーを設けており、前面と側面に配置された窓からの展望が可能である。これにより運転室は半室式となった。運転室の後方にはカラオケ・ビデオ装置を設置している。
客室の最後部（出入口付近）には荷物棚、ジュースクーラー、給茶器を設置している。

### 台車・機器
台車・走行機器は変更されておらず、従来のDT22C形台車（キロ29 504の付随台車は同系列のTR51C形台車）、DMH17Hエンジンのままで、冷房装置も従来のAU13A形分散式冷房装置のままである。冷房用発電セットも改造前からキロ29 504に装備されていた4VK発電用エンジンとDM83形発電機のままであるが、運転室後方のリネン室下部に変圧器を設置し、この発電セットを冷房電源のほかに各種サービス機器用電源としても使用するようにしている。

## 運用
1986年（昭和61年）4月19日に落成記念式典を実施し、同月24日に試乗会を開催したのち、4月27日より営業運行を開始した。国鉄分割民営化後はJR西日本に承継されている。
落成時から廃車まで終始小郡機関区（のち小郡運転区→山口鉄道部に改組）に配置され、主に広島・山陰・九州などへの小口団体臨時列車に使用された。2007年（平成19年）10月28日に広島 - 新山口間で臨時快速列車「さよならふれあいパル号」としてさよなら運転を実施し、同年11月9日に廃車となった。